# MBC 소설극장
MBC 소설극장은 MBC TV에서 2003년 3월 3일부터 2005년 7월 30일까지 방영된 아침드라마로, 문학 작품을 원작으로 하여 제작 · 방송된 드라마이다.

## 시리즈 목록
| # | 제목                      | 방송 기간                         | 방송 횟수 | 원작          | 극본   | 연출           |
| - | ------------------------- | --------------------------------- | --------- | ------------- | ------ | -------------- |
| 1 | 그대 아직도 꿈꾸고 있는가 | 2003년 3월 3일 ~ 2003년 9월 20일  | 168부작   | 박완서        | 박지현 | 한철수, 김우선 |
| 2 | 성녀와 마녀               | 2003년 9월 22일 ~ 2004년 4월 24일 | 183부작   | 박경리        | 소현경 | 강병문, 백호민 |
| 3 | 열정                      | 2004년 4월 26일 ~ 2004년 10월 2일 | 135부작   |               | 주찬옥 | 한철수         |
| 4 | 빙점                      | 2004년 10월 4일 ~ 2005년 1월 8일  | 82부작    | 미우라 아야코 | 김순옥 | 강병문         |
| 5 | 김약국의 딸들             | 2005년 1월 10일 ~ 2005년 7월 30일 | 174부작   | 박경리        | 김혜린 | 백호민         |